# Districtul Lamae
Lamae (în thailandeză ละแม) este un district (Amphoe) din provincia Chumphon, Thailanda, cu o populație de 27.278 de locuitori și o suprafață de 259,0 km².

## Componență
Districtul este subdivizat în 4 subdistricte (tambon), care sunt subdivizate în 47 de sate (muban).
| Nr. | Nume          | În thailandeză | Sate | Locuitori |  |
| --- | ------------- | -------------- | ---- | --------- |  |
| 1.  | Lamae         | ละแม           | 20   | 12,989    |  |
| 2.  | Thung Luang   | ทุ่งหลวง         | 9    | 5,020     |  |
| 3.  | Suan Taeng    | สวนแตง         | 10   | 4,382     |  |
| 4.  | Thung Kha Wat | ทุ่งคาวัด         | 8    | 4,887     |  |

|| 
|}